# Saint-Georges-sur-Fontaine
Saint-Georges-sur-Fontaine település Franciaországban, Seine-Maritime megyében. Lakosainak száma 927 fő (2022. január 1.). Saint-Georges-sur-Fontaine Bosc-Guérard-Saint-Adrien, Claville-Motteville, Fontaine-le-Bourg, Quincampoix és Saint-André-sur-Cailly községekkel határos.

## Népesség
A település népessége az elmúlt években az alábbi módon változott:
| Lakosok száma | 913  | 916  | 936  | 911  | 906  | 904  | 912  | 919  | 927  |
|               | 2013 | 2015 | 2016 | 2017 | 2018 | 2019 | 2020 | 2021 | 2022 |